# 人神之間
《人神之間》（法語：Des hommes et des dieux）是2010年由札維耶·波瓦執導，藍柏·威爾森（Lambert Wilson）及麥可·朗斯代（Michael Lonsdale）主演的法國電影；法國原名意為人與神，是來自電影開頭所引述的聖經章節。電影主要講述九位提比鄰（Tibhirine）修道院的熙篤會修士，本與阿爾及利亞大部份穆斯林村民和平共處，但其中七名修士於1996年阿爾及利亞內戰其間被綁架及被殺。
故事大部份是關於修士被殺前，與當地的穆斯林的和平共處。劇本集中於事件發生前一連串的事件，包括政府的腐敗、激進主義的擴展、修士對抗激進者及政府，以發展至最後被殺害。為求真實，電影主要是在摩洛哥艾茲魯的一間廢棄的修道院進行拍攝。
電影在2010年康城電影節獲得評審團大獎，在市場上亦得到重要及票房的成功，並榮獲法國盧米埃獎及凱撒獎最佳影片。

## 故事
電影片名引自圣咏（詩篇）82章6-8節：“我亲自说过：你们都是神，众人都是至高者的子民。但是你们必要死亡象众人一样，必要消失象任何一位王侯一样。天主，求你起来审判下地，因为万国都应由你统治。”（和合本译文：“我曾說：你們是諸神，都是至高者的兒子。然而，你們要死去與世人一樣，要仆倒，像任何一位王子一般。” 
一些法国熙笃会修士在提比利亚的村庄附近建立起修院，多年以来过着平静的生活，祈祷、劳作，贈醫施藥，为当地的贫穷村民服务，参与他们的生活。天主教的修士与穆斯林村民之间建立了深厚的情谊。但阿尔及利亚的伊斯兰原教旨主义派别兴起，恐怖分子开始屠杀来自欧洲各国的工人，甚至与欧洲人有来往的阿尔及利亚人。修院也受到了死亡威胁。阿尔及利亚政府意欲为修院提供武装保护，但院长克里斯蒂安（Christian de Chergé）拒絶接受腐敗政府的军事援助，更不愿为了一己之安全而与村民们隔离。法国政府召唤修士们回国，修士間對於在阿爾及利亞的去留便出現了分歧。在達成共識前，一群由瓦里領導的激進派人士在平安夜闖入修院，要求醫生及藥物，但被院长克里斯蒂安的勇气和真诚所打动，在驚奇與尊敬下，瓦里離開了修院，但后来被政府拘捕及酷刑致死。克里斯蒂安对死者的怜悯态度，亦激怒了政府武装。雖然局势越來越危險，但修士们经过艰难的祈祷与讨论，最终达成共识，将生死置之度外，坚持他们的信仰召唤，扎根于此地，与困苦中的人民同在。最後，在一天夜里，激進者袭击了修院，掳走了七名修士，以要挟法国政府释放所逮捕的己方人员。電影最终以克里斯蒂安的感人肺腑的遗书作结。

## 製作
1996年，七名法個阿爾及利亞提比鄰修道院的熙篤會修士被綁架及斬首。阿爾及利亞伊斯蘭武裝組織承認全部責任。但根據法國的特工的文件顯示，修士的死，很可能是阿爾及利亞軍方嘗試拯救時錯手造成的。
John W. Kiser於2002為此事發表了《The Monks of Tibhirine: Faith, Love, and Terror in Algeria》的學術著作。
2006年，正值事件的十周年，這事在法國傳媒再被提起，Etienne Comar提出拍攝此電影。本為天主教徒的專業製片人Comar在早期新聞報導修士被擄時已對此著迷，但覺得其後他們的死蓋過了他最感興的部份：縱使阿爾及利亞內戰持續，為何他們仍選擇留於此地？2008年，Comar在寫了草稿後聯絡了札維耶波瓦，然後他們一起編寫劇本。他倆進行研究，會見神學家，札維耶波瓦在薩瓦省的塔米耶(Tamié) 修道院居住了六天。部份劇作的靈感是來自兩位提比鄰修士Christian de Chergé 和 Christophe Lebreton。法美修士顧問亨利·昆松被問及如何修正及加入歷史和禮儀的內容以增加真實感。劇本最後寄給逝世修士的親人，而大部份都對此電影製作有正面的回應。
適逢電影投資時，揭發了阿爾及利亞軍隊有可能參與在此事堂當中，再一次引起傳媒和公眾對事件的關注。Why Not領導電影製作，而Armada Films 和 France 3則為聯合製作人。資金是由CNC去提供的。預算達4百萬歐元。
François Polgar為了演出，花了一個月時間去訓練飾演修士的演員去演繹熙篤會及額我略聖歌。演員薩瓦省塔米耶的修士共住了一周。演員各用不同的角度去演繹他們的角色。Lambert Wilson主要用Christian de Chergé寫作去發展修士的性格和主觀看法。本非天主教徒的Xavier Maly，花了一個月的每天祈禱來準備自己。 Jean-Marie Frin 對角色的理解部份是來自Paul Favre-Miville的誓願錄影。Michael Lonsdale 反過來信靠真覺，機乎沒有什麼準備。
拍攝由2009年12月在摩洛哥的梅克內斯開始，於兩個月後完結。主要的拍攝場地是在Tioumliline一個棄置超過40年的本篤會修院。製作設計師Michel Barthélémy帶領拍攝傳隊翻新修院以配合真實的場境。在劇本提供意見的昆松也到場作顧問。演員的衣飾及阿爾及利亞的口音受到特別受到注視的，使他們看和聽上去都像是阿爾及利亞人而不是摩洛哥人。